# دئورنه
دئورنه (به هلندی: Deurne) یک شهرستان در هلند است که در برابانت شمالی واقع شده‌است. دئورنه ۲۶ متر بالاتر از سطح دریا واقع شده‌است.